# شکار نمایشی خرس

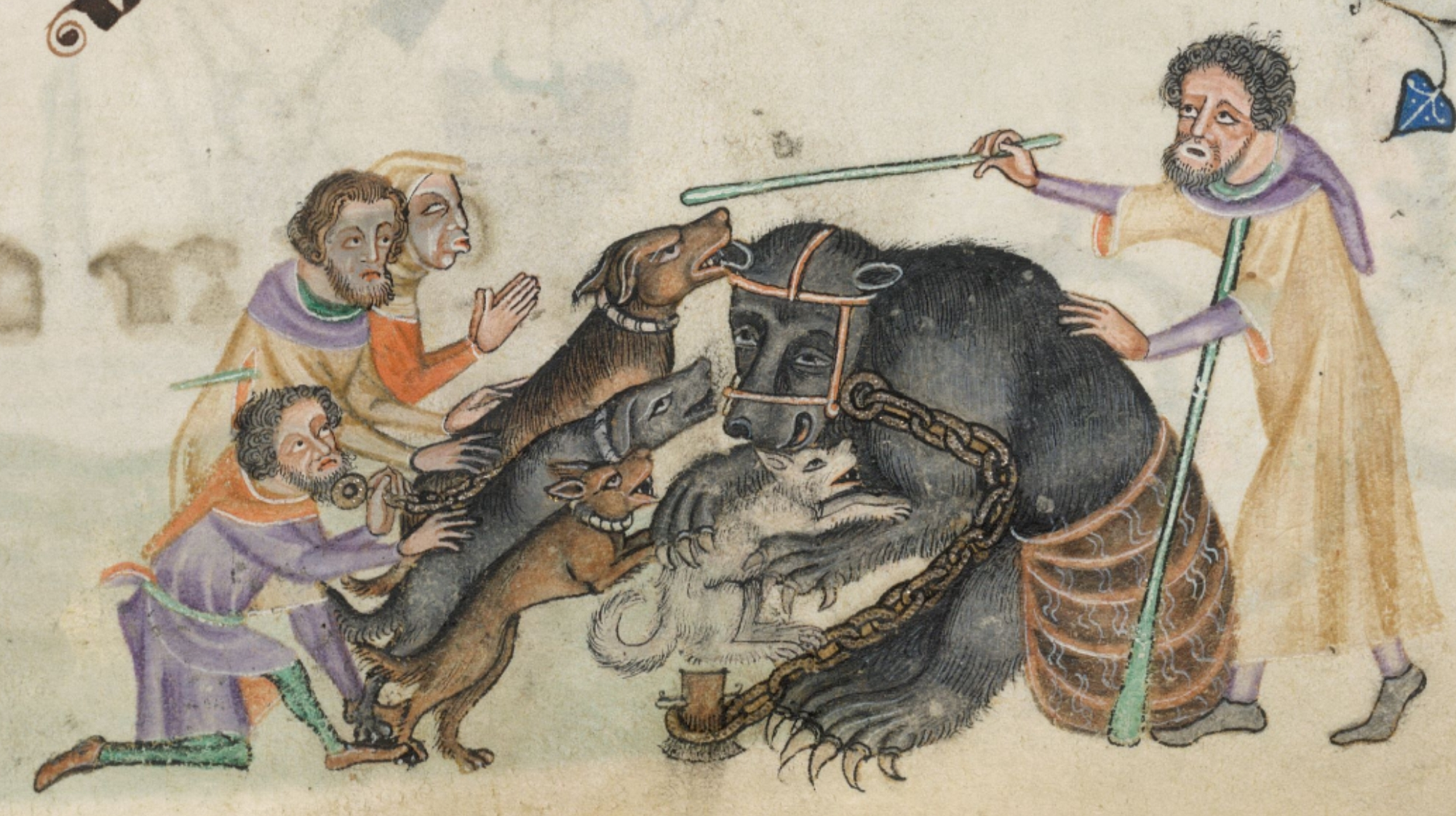
شکار نمایشی خرس در قرن چهاردهم میلادی

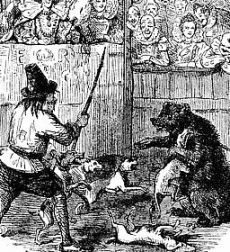
شکار نمایشی خرس در قرن هفدهم

شکار نمایشی خرس یک ورزش خونین تاریخی بود که در آن یک خرس زنجیر شده و یک یا چند سگ مجبور به مبارزه با یکدیگر می‌شدند. گاهی نیز این ورزش شامل رویارویی خرس با حیوانات دیگر بود. تا قرن نوزدهم، این مراسم معمولاً در بریتانیا، سوئد، هند، پاکستان و مکزیک و برخی مناطق دیگر برگزار می‌شد.
امروزه، اصطلاح «شکار نمایشی خرس» بیشتر به معنای استفاده از طعمه خوراکی برای جذب خرس‌ها به منطقه‌ای خاص به منظور شکار اشاره دارد. شکار نمایشی خرس به هر شکل آن، قرن‌هاست که میان مدافعان حقوق حیوانات موضوعی بحث‌برانگیز و مورد مناقشه بوده است.

## تاریخچه
شکار نمایشی خرس از قرن دوازدهم تا قرن نوزدهم بسیار رایج بود. از قرن شانزدهم، خرس‌های زیادی برای شکار نمایشی نگهداری می‌شدند. در شناخته‌شده‌ترین شکل خود، میدان‌هایی برای این منظور، باغ خرس نامیده می‌شدند که شامل یک منطقه دایره‌ای بلند و حصارکشی‌شده به نام «گودال» و صندلی‌های مرتفع برای تماشاگران بودند. یک تیرک در زمین و در لبه گودال قرار داده می‌شد و خرس از پا یا گردن به آن زنجیر می‌شد. سپس چندین سگ جنگی یا طعمه‌گذار آموزش‌دیده، معمولاً بولداگ‌های انگلیسی قدیمی، روی آن سوار می‌شدند و در صورت خستگی یا زخمی یا کشته شدن، سگ‌های دیگری جایگزین آنها می‌شدند. در برخی موارد، خرس را آزاد می‌گذاشتند تا حیوانات یا انسان‌ها را تعقیب کند. برای مدت طولانی، باغ خرس اصلی در لندن، باغ پاریس بود، بخشی از بنکساید که در غرب کلینک، در سات‌ارک قرار دارد.
هنری هشتم از طرفداران خرس بود و دستور داد در کاخ وایت‌هال خود یک گودال خرس بسازند. الیزابت اول نیز به این سرگرمی‌ها علاقه داشت؛ این سرگرمی‌ها مرتباً در تورهای او نمایش داده می‌شدند. وقتی تلاشی برای ممنوعیت طعمه‌گذاری خرس در روزهای یکشنبه صورت گرفت، او مجلس انگلستان را نادیده گرفت. نامه رابرت لینهام، نمایش رابرت دادلی، ارل لستر، در قلعه کنیل‌وورث در سال ۱۵۷۵ را اینگونه توصیف می‌کند:
Thursday, the fourteenth of July, and the sixth day of her روز پنج‌شنبه، چهاردهم ژوئیه، و ششمین روز سلطنت اعلیحضرت، نوعی سگ بزرگ و قوی به نام باندگ [ماستیف] در حیاط بیرونی بسته شد و سیزده خرس در حیاط داخلی نگه داشته شدند…
خرس‌ها به حیاط آورده شدند و سگ‌ها به آن‌ها رها شدند تا در برابر هم به مبارزه بپردازند، درست مثل دو طرفی که در یک مناظره رودررو بحث می‌کنند. هر دو طرف ظاهراً مشاوران و برنامه‌ریزی‌هایی داشتند، ولی نمی‌دانم چگونه می‌توان کسانی را که فقط به یک طرف وفادارند عادلانه دانست. هر دو بسیار خشن و مشتاق نبرد بودند. اگر سگ در حمله گردن خرس را می‌گرفت، خرس هم با چنگال به سر سگ می‌زد. هر چند آن‌هایی که به محل نبرد بسته شده بودند نمی‌توانستند فرار کنند، اما مشاورانشان می‌گفتند در این منازعات هیچ‌گونه مصالحه‌ای سودمند نیست.
پس با دفاع و حمله، کشیدن و گرفتن، خراش دادن و گاز گرفتن، با دندان و چنگال از هر دو طرف، این مبارزه خون و پوست زیادی تلف کرد، به گونه‌ای که یک ماه زمان لازم بود تا زخم‌ها التیام یابد، اما هیچ‌کدام نسبت به قبل وضع بهتری نداشتند.

تماشای این حیوانات بسیار سرگرم‌کننده بود؛ خرس با چشمان قرمزش به دشمنانش نگاه می‌کرد، سگ‌ها با چالاکی منتظر فرصت بودند و خرس با نیروی خود حملات را دفع می‌کرد. اگر در جایی گاز گرفته می‌شد، با نیش زدن در جای دیگر تلاش می‌کرد خود را آزاد کند. اگر گیر می‌افتاد، با گاز گرفتن، چنگ زدن، غرش، پرت کردن و پیچیدن خود را از دست آن‌ها رها می‌کرد. وقتی آزاد می‌شد، چند بار گوش‌هایش را تکان می‌داد و با خون و کف دهانش صورتش را پاک می‌کرد که این کار برایش تسکین‌بخش بود.

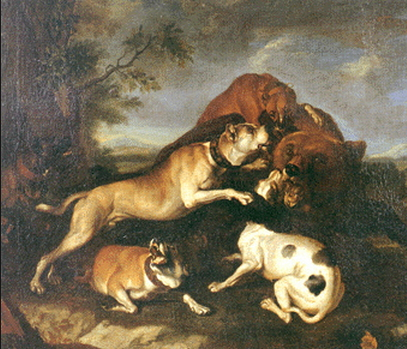
نقاشی حدوداً ۱۶۵۰ اثر آبراهام هوندیوس از شکار نمایشی خرس

انواع مختلف شامل طعمه قرار دادن حیوانات دیگر، به ویژه گاوهای نر، بود. مسابقهٔ طعمه‌گذاری با گاو نر، مسابقه‌ای شبیه به طعمه‌گذاری با خرس بود که در آن گاو نر از یک پای عقب یا از گردن به یک تیرک زنجیر می‌شد و سگ‌ها مراقب او بودند. شلاق زدن خرس کور شده یکی دیگر از انواع طعمه گذاری با خرس بود. همچنین، در یک مورد عجیب، یک اسب کوچک که میمونی به پشتش بسته شده بود، طعمه قرار گرفت؛ یکی از تماشاگران توصیف کرد که «... با جیغ میمون، دیدن نفرین‌های آویزان از گوش‌ها و گردن اسب کوچک، بسیار خنده‌دار است».
تلاش‌هایی برای پایان دادن به این سرگرمی‌ها ابتدا در پادشاهی انگلستان توسط پیوریتن‌ها انجام شد، اما نتیجهٔ چندانی نداشت. مرگ چندین تماشاگر، هنگامی که جایگاه تماشاگران در باغ‌های پاریس در ۱۲ ژانویه ۱۵۸۳ فرو ریخت، توسط پیوریتن‌های اولیه به عنوان نشانه‌ای از خشم خدا تلقی می‌شد، البته نه در درجه اول به دلیل ظلم و ستم، بلکه به این دلیل که طعمه‌گذاری برای خرس در روز یکشنبه انجام می‌شد. یک خرس به نام ساکرسون در کمدی شکسپیر «همسران خوش ویندزور» نوشته شده است.
طعمه گذاری توسط پیوریتن‌ها در طول جنگ‌های سه پادشاهی و در نتیجه اتحادیه مشترک المنافع انگلستان، اسکاتلند و ایرلند که در سال ۱۶۶۰ پایان یافت، ممنوع شد. در اواخر قرن هفدهم، «به نظر می‌رسد وجدان مردم فرهیخته برانگیخته شده است» و تا قرن هجدهم، طعمه‌گذاری با خرس تا حد زیادی در بریتانیا از بین رفته بود؛ هزینه واردات خرس برای ورزش‌های خونین به طرز غیرقابل تحملی بالا رفته بود. تا سال ۱۸۳۵، طعمه‌گذاری توسط پارلمان بریتانیا در قانون ظلم به حیوانات ۱۸۳۵ ممنوع نشد. این قانون به عنوان لایحه‌ای توسط نماینده پارلمان از جنوب دورهام، جوزف پیز، که یک کوئیکر و عضو کمیته انجمن پیشگیری از ظلم به حیوانات بود، ارائه شد. این قانون که جنگ سگ‌ها و جنگ خروس‌ها را نیز ممنوع می‌کرد (اما نتوانست ریشه‌کن کند)، خیلی زود در سراسر امپراتوری گسترش یافت. در آن زمان، «سنگ گاو نر» لزلی فایف برای اولین بار در حساب آماری جدید اسکاتلند به عنوان کالایی که دیگر از رده خارج شده بود، ثبت شد. این سنگ بزرگی است که گاوهای نر و گاهی خرس‌ها را قبل از طعمه‌گذاری به آن می‌بستند.
- شکار خرس
- طعمه گذاری (ورزش خونین) (شامل طعمه گذاری سگ)
- خروس جنگی
- کونگلتون، شهری انگلیسی که زمانی به خاطر طعمه گذاری خرس و جنگ خروس بدنام بود
- فهرست نژادهای سگ‌های جنگجو
- گونه‌گرایی